# Neolasioptera verbenae
Neolasioptera verbenae är en tvåvingeart som först beskrevs av Ephraim Porter Felt 1912.  Neolasioptera verbenae ingår i släktet Neolasioptera och familjen gallmyggor.
Artens utbredningsområde är Kalifornien. Inga underarter finns listade i Catalogue of Life.